# Vertigo Motors
Vertigo Motors és una empresa catalana fabricant de motocicletes de trial sota la marca Vertigo. La seva raó social és Vertigo Motors SL i té la seu al número 34 del carrer Mercaders de Palau-solità i Plegamans, Vallès Occidental (al polígon industrial Riera de Caldes). L'empresa fou fundada cap al 2012 per Manel Jané, propietari del conegut fabricant de cotxets per a nens Grup Jané (de fet, la fàbrica de Vertigo és a 300 metres de la de Jané). A data de setembre del 2015, Manel Jané havia invertit més de 4,5 milions d'euros en la seva nova empresa.

## Competició

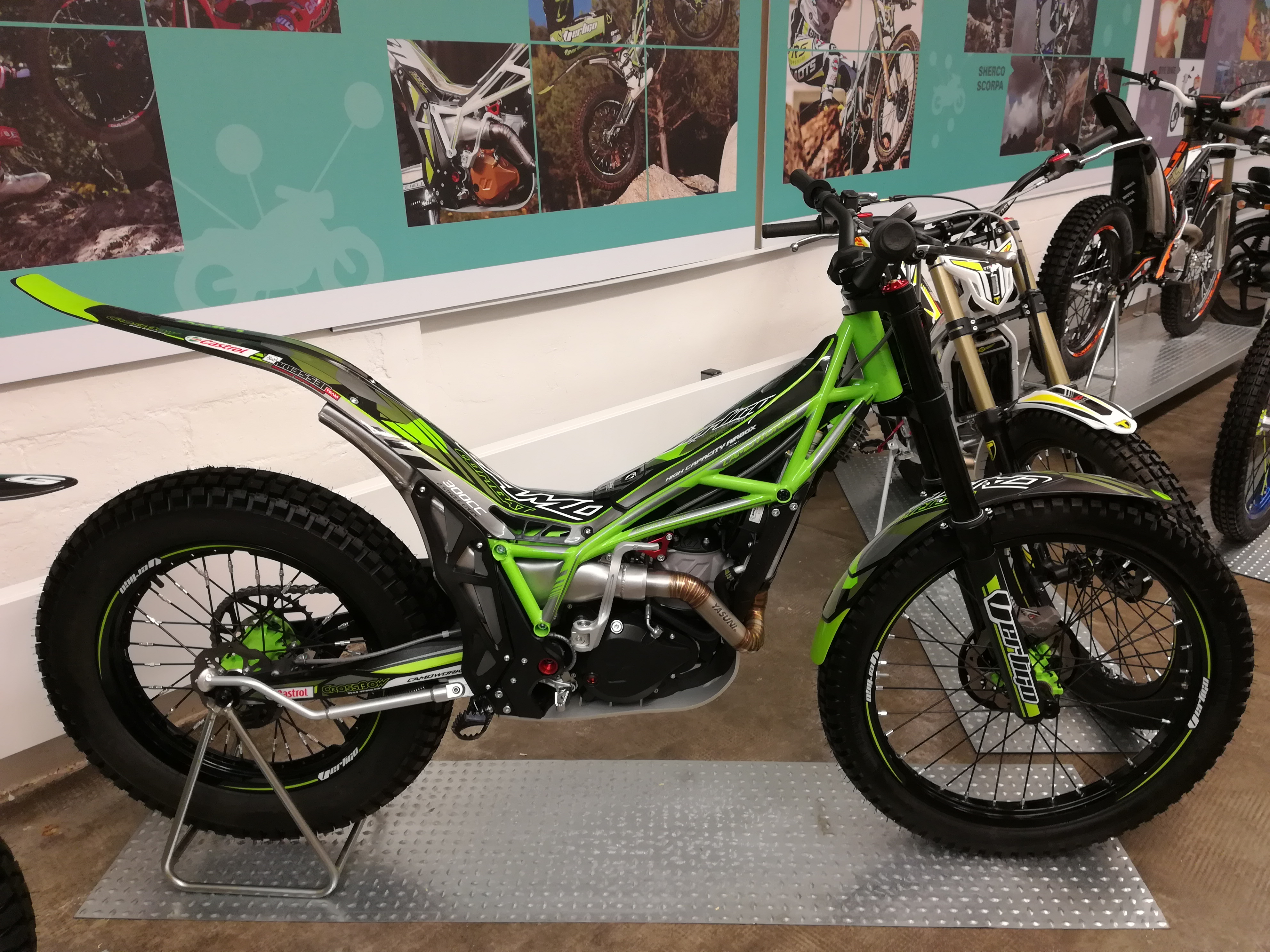
La Vertigo Combat 300 del 2017

Cap a finals del 2013, Jané contractà Dougie Lampkin com a pilot provador i desenvolupador per tal que col·laborés en la creació del primer model de motocicleta Vertigo, ideat inicialment per Jané i dissenyat per Joan Forrellad. Després d'un temps de feina conjunta amb el prototipus, el 2014 Lampkin començà a guanyar-hi competicions destacades, inclosos els Sis Dies d'Escòcia. Més tard, Vertigo fitxà James Dabill per a competir amb plenes garanties als campionats britànic i mundial de trial durant la temporada de 2015. El 2016, la marca es va reforçar amb un dels millors pilots del moment, Jeroni Fajardo. Per la marca també han passat pilots mundialistes com Jorge Casales i Jaime Busto. El 2023 va fitxar el campió italià Matteo Grattarola però la relació es va aturar al mes de juny.

## Producció
Vertigo produeix diferents models de motocicleta. Inicialment va sorgir la Combat, disponible en tres versions diferents: Combat Ice Hell, Combat Camo Works i Combat Titanium R. Es tracta d'una moto lleugera i versàtil, equipada amb un motor de dos temps d'injecció de 300 cc i xassís tubular, que fou presentada oficialment el novembre de 2014 al Saló EICMA de Milà. La seva comercialització estava prevista per a començaments del 2016.
A l'actualitat, els models de Vertigo són: Nitro Works i Nitro Works RS i RSR (aquests dos últims models van sortir a l'abril del 2023).